# General Terán
General Terán è un comune del Messico, situato nello stato di Nuevo León, il cui capoluogo è la località di Ciudad General Terán.